# L'Île du sadique
L'île du sadique ou Le Mort dans le filet (en allemand : Ein Toter hing im Netz) est un film d'horreur allemand réalisé par Fritz Böttger, sorti en 1960.

## Synopsis
Les survivants d'un écrasement d'avion se retrouvent sur une île infestée de dangereuses araignées. Lorsqu'un des survivants, Gary est mordu par une de ces araignées, il se transforme en un monstre-araignée géant.

## Fiche technique
- Titre : L'île du sadique
- Titre alternatif : Le Mort dans le filet
- Titre original : Ein Toter hing im Netz
- Titre anglophone : Horrors of Spider Island
- Titre anglophone alternatif : It's Hot in Paradise
- Réalisation : Fritz Böttger (crédité sous le nom de James Noland dans la version anglophone)
- Scénario : Fritz Böttger
- Production : Gaston Hakim, Wolf C. Hartwig
- Cinématographie : Georg Krause
- Éditeur : Heidi Genée
- Composition musicale : Willi Mattes et Karl Bette
- Studio de production : Rapid-Film, Intercontinental Filmgesellschaft
- Pays d'origine : Allemagne de l'Ouest
- Format : Noir et blanc
- Genre : Horreur/Thriller/Sexploitation
- Durée : 82 minutes
- Date de sortie : 16 avril 1960 (Allemagne de l'Ouest)

## Distribution
- Alexander D'Arcy  (VF : Jean Amadou) :Gary Webster
- Rainer Brandt  (VF : Henri Djanik) : Bobby
- Walter Faber  (VF : Albert Augier) : Mike Blackwood
- Helga Franck  (VF : Lisette Lemaire) : Georgia
- Harald Maresch - Joe
- Helga Neuner  (VF : Sophie Leclair) : Ann
- Dorothee Parker - Gladys
- Gerry Sammer  (VF : Joelle Janin) : May
- Eva Schauland - Nelly
- Helma Vandenberg  (VF : Michele Bardollet) : Kate
- Barbara Valentin - Babs
- Elfie Wagner  (VF : Micheline Gary) :Linda

## Production
Le film fut tourné en Yougoslavie durant les mois d’octobre et novembre 1959.

## Diffusion
La première du film a lieu à Berlin le 16 avril 1960. Pacemaker Pictures a distribué le film aux États-Unis sous le titre It's Hot in Paradise en mars 1962. Plus tard, le film fut redistribué en double programme sous le titre Horrors of Spider Island avec The Fiendish Ghouls en 1965. La série télévisée culte Mystery Science Theater 3000 présente le film en 1999 et cet épisode est disponible dans le coffret DVD The Mystery Science Theater 3000 Collection, Volume 11 sortie en 2007 en région 1.
Le film est disponible dans le domaine public. Aussi, il est régulièrement présents dans les nombreux coffrets DVD de Tnt Media Group et Mill Creek.